# Mateu Morey
Mateu Jaume Morey Bauzà (Petra, Baleares, España, 2 de marzo de 2000), más conocido como Mateu Morey, es un futbolista español que juega en la demarcación de defensa para el R. C. D. Mallorca de la Primera División de España.

## Trayectoria
Morey es un jugador nacido en Petra, Mallorca, formado en el fútbol base del R. C. D. Mallorca hasta 2015, cuando ingresó en el F. C. Barcelona, en el que cosecharía grandes éxitos en su etapa juvenil, ya que formaría parte del equipo que ganó la Youth League en la temporada 17-18.
Durante la temporada 2018-19, sufrió una lesión en el menisco de la rodilla izquierda que condicionó su progresión y, tras rechazar la oferta de renovación azulgrana, el club decidió que no jugara en todo lo que restaba de campeonato.
En julio de 2019, se confirmó su fichaje por el Borussia Dortmund de la Bundesliga de Alemania firmando hasta el 30 de junio de 2024.
Al comienzo de su primera temporada, en agosto de 2019 el defensa se dislocó el hombro disputando un partido amistoso frente al FC St. Gallen que le mantendría apartados unos meses de la competición.
Durante la temporada 2019-20, aunque era jugador de la primera plantilla del Borussia Dortmund, alternaría participaciones con el Borussia Dortmund II de la Regionalliga West con el que disputaría 11 partidos. Debutó con el primer equipo el 31 de mayo de 2020 en la victoria por 1-6 ante el SC Paderborn 07 y dio la asistencia del sexto gol a Marcel Schmelzer.
En julio de 2024, tras haber quedado libre, regresó al R. C. D. Mallorca firmando por una temporada más dos opcionales.

## Internacional
En 2017 fue internacional con la selección de fútbol sub-17 de España con la que consiguió ganar el Campeonato Europeo Sub-17 de la UEFA 2017, disputado en Croacia. Además, logró el subcampeonato de la Copa Mundial de Fútbol Sub-17 de 2017 disputada en la India.

## Clubes
| Club              | País     | Año       |
| ----------------- | -------- | --------- |
| Borussia Dortmund | Alemania | 2019-2024 |
| R. C. D. Mallorca | España   | 2024-     |

## Palmarés

### Títulos nacionales
| Título           | Club              | País     | Año  |
| ---------------- | ----------------- | -------- | ---- |
| Copa de Alemania | Borussia Dortmund | Alemania | 2021 |

### Títulos internacionales
| Título          | Club (*) | Sede    | Año  |
| --------------- | -------- | ------- | ---- |
| Eurocopa Sub-17 | España   | Croacia | 2017 |

(*) Incluyendo la selección.